# 複十字シール

Double-Barred Cross

複十字シール（ふくじゅうじシール）は公益財団法人結核予防会が寄付のために作っているシール。1903年にデンマークで慈善募金運動のためにクリスマス・カードにシールを貼ったのが起源とされる。その当時、世界中で死亡原因上位とされていた結核を撲滅・予防するための募金手段として複十字シールが考案された。2008年の時点で複十字シールを発行している国は約80ヵ国以上である。
日本では1952年（昭和27年）より結核予防会から発行されている。沖縄では、1952年から本土復帰の1971年まで、琉球独自の複十字シールが発行されていた。

## 複十字マーク
複十字シールに使われているマーク『 ‡ 』（ロレーヌ十字とされている）は、十字軍が自軍の盾の紋章として使用していたことから平和のシンボルとされた。その後、幾多の変遷を経て世界共通の結核撲滅・予防運動のシンボルマークとなった。ただし正確なロレーヌ十字の紋章は下部の横線が上部横線に比べて長いのが特徴であり、同団体が使用する紋章とは別物である。

## 複十字シールの特徴
切手と同様に目打がある。ただし、募金運動の際に販売される時は切手のように1枚から購入できるのではなく、シート単位での購入となっている。シール様式は4枚シールのものから50枚シールのものまで数種類が毎年世界各国独自のイラスト・デザインで発行されている。
日本の複十字シールの図案はかつては公募によるイラストであったが、2002年版からは安野光雅によるイラストが使用されている。

## 複十字シール運動キャラクター
シールぼうや
2001年9月24日生まれのてんびん座。いろいろな人と友達になることが得意でおしゃれなきれい好き。靴は自分で磨いている。世界中の複十字シールをコレクションしており、世界中の結核や胸の病気を制圧することを目標にしている。たすけあインコと仲よし。

## 複十字シール運動の歌
小さなシールに大きな愛を
2002年。作詞:山口峯生、作曲:海津翔太、唄:海津伶。毎年9月24日-30日の結核予防週間に開催されるイベントにおいて、吹奏楽版にアレンジされたものが演奏されている。
Human Love Forever
2008年。